# (2639) Planman
(2639) Planman ist ein Asteroid des Hauptgürtels, der am 9. April 1940 von dem finnischen Astronomen Yrjö Väisälä in Turku entdeckt wurde.
Der Name des Asteroiden wurde zu Ehren des schwedischen Astronomen Anders Planman gewählt.